# 杨愈将墓
杨愈将墓，位于中国广东省清远市连山县福堂镇新溪村，为清远市连山县的一个县级文物保护单位，类型为古墓葬，公布时间为1990年。
杨愈将墓的历史年代为清道光。